# Gossypium lobatum
Gossypium lobatum là một loài thực vật có hoa trong họ Cẩm quỳ. Loài này được Gentry mô tả khoa học đầu tiên năm 1956.